# François Ascher
Pour les articles homonymes, voir Ascher.
 (août 2024).
Si vous disposez d'ouvrages ou d'articles de référence ou si vous connaissez des sites web de qualité traitant du thème abordé ici, merci de compléter l'article en donnant les références utiles à sa vérifiabilité et en les liant à la section « Notes et références ».
François Ascher, né le 26 novembre 1946 à Metz et mort le 8 juin 2009 à Paris 5e,,, est un urbaniste et sociologue français diplômé en sciences économiques, docteur en études urbaines et en sciences humaines. Spécialisé dans l'étude des phénomènes métropolitains et de la planification urbaine, il a notamment exploré les concepts de « métapole » et d'« hypermodernité ».

## Biographie
Économiste de formation initiale, il analyse le système de la production de l’habitat et développe une critique des problématiques de l’économie urbaine avant de s’orienter, à la fin des années 1970, vers la sociologie des loisirs et du tourisme.
Il fut membre du Parti communiste français de 1965 à 1977. Durant cette période, il prit part au courant structuraliste de la sociologie urbaine portée par les courants marxistes, aux côtés de militants du PCF ainsi que d'esprits plus hétérodoxes comme le sociologue Manuel Castells.
En 1981, il est nommé directeur de l’Institut d’urbanisme de l’Académie de Paris (IFU) qu’il réforme et qu’il dirige jusqu’en 1986. Ses activités se réorientent alors vers la question de l’évolution de la planification urbaine, puis autour d’une réflexion sur la prospective des villes. Parallèlement à ses activités universitaires, il s’implique dans la programmation de la recherche urbaine, au ministère de l'équipement (au Plan Urbanisme Construction Architecture ; 1986-1999), à la DATAR (1990-1993), au ministère de la recherche (il préside de 2000 à 2003 le conseil scientifique de l'« action concertée incitative Ville »).
Il a été également conseiller scientifique du Centre d’expérimentation du BTP (1975-1985), secrétaire exécutif de Europan (1987-1991), président de la Conférence interministérielle nationale permanente de l’enseignement de l’urbanisme (1993-1997), chargé de mission au Conseil Général des Ponts et Chaussées (2000- 2003).
Il présidait depuis 2000 le conseil scientifique de l’Institut pour la ville en mouvement ; il était également membre du comité stratégique et scientifique de la RATP et des conseils de rédaction des Annales de la recherche urbaine et de Pouvoirs locaux.
Il était professeur à l'Institut français d'urbanisme (université Paris VIII), à Marne-la-Vallée.
Il meurt à l'âge de 62 ans le 8 juin 2009 à Metz, des suites d'une longue maladie. Il est incinéré le 13 juin au crématorium du cimetière du Père-Lachaise.

## Courants de pensée
François Ascher est à l'origine de la théorie de l'hypermodernité dans laquelle il met en relation l'individu contemporain et sa condition métropolitaine et s'interroge sur la coexistence des individualités et des urbanités multiples. Il associe à cette théorie le concept de métapoles, ces espaces urbains compacts, distendus et discontinus qui s'étendent toujours plus et sont indissociables de la condition métropolitaine des individus. Dans un dialogue avec l'économie, la sociologie et l'urbanisme, il envisage les conséquences de l'hypermodernité sur les styles de vie et les pratiques quotidiennes, que ce soient sur les usages de la ville, sur l'alimentation ou encore les choix politiques.

## Récompenses et distinctions
François Ascher a été lauréat, avec Pierre Grandvaud, du concours d’urbanisme du quartier Vigny-Musset à Grenoble (1992) et, avec Joan Busquets et Bernardo Secchi, du concours pour l’aménagement du Rectangle-d’or à Genève (1997).
François Ascher est lauréat du Grand Prix de l'urbanisme 2009, distinction remise par le Ministre de l'Écologie, de l'Énergie, du Développement durable et de l'Aménagement du territoire, Jean-Louis Borloo, le 7 mai 2009. François Ascher est le premier universitaire à recevoir cette distinction.
Il est également officier de la Légion d'honneur (2003) et officier dans l'Ordre national du Mérite.

## Ouvrages
- Demain la ville ? Urbanisme et politique, éditions sociales, 1975 / Éditions du Huitième Jour (8 décembre 2005)  (ISBN 978-2914119498)
- Tourisme. Sociétés transnationales et identités culturelles, éditions de l'Unesco, 1984,  (ISBN 978-9232020956).
- Les Territoires du futur. Datar – Éditions de l'Aube, 1993, (en collaboration)
- Métapolis, ou, l'Avenir des villes, éditions Odile Jacob, Collection : HISTOIRE ET DOCUMENT, 1995  (ISBN 978-2738103178)
- Le Logement en questions, Éditions de l'Aube, Collection : Collection Monde en cours, 1995  (ISBN 978-2876782259) (direction)
- Ville et Développement ; Le Territoire en quête de sens, éditions Textuel, 1998 (en collaboration)  (ISBN 978-2909317588)
- La République contre la ville ; essai sur l'avenir de la France urbaine, Éditions de l'Aube, 1998  (ISBN 978-2876784062)
- Quand les transports publics deviennent l'affaire de la cité ; Parlons-en avec la RATP, Éditions de l'Aube, 1999 (en collaboration)
- La Société hypermoderne ; ces événements nous dépassent, feignons d'en être les organisateurs, Éditions de l'Aube, 2001 (2005 nouv. éd)
- Les Nouveaux Principes de l'urbanisme. La fin des villes n'est pas à l'ordre du jour, Éditions de l'Aube, 2001 (poche 2004 et 2008)  (ISBN 978-2815900966)
- Modernité : la nouvelle carte du temps, Éditions de l'Aube/Datar, 2003 (codirection Francis Godard)
- Les Sens du mouvement. Modernité et mobilités, éditions Belin, 2005 (codirection S. Allemand et J. Lévy)
- Le Mangeur hypermoderne. Une figure de l’individu éclectique, éditions Odile Jacob, 2005  (ISBN 978-2738116024)
- Examen clinique. Journal d’un hypermoderne, Éditions de l'Aube, 2007, 216 pages  (ISBN 978-2752603739)
- La société évolue, la politique aussi, éditions Odile Jacob, 2007
- La rue est à nous… tous !, éditions au Diable Vauvert, 2007, codirection Mireille Appel-Muller  (ISBN 978-2846261296)
- Les Nouveaux Compromis urbains : Lexique de la vie plurielle, Éditions de l’Aube, 2008  (ISBN 978-2876789920)
- Effet de serre, changement climatique et capitalisme cleantech, Revue Esprit, février 2008
- L'âge des métapoles, Éditions de l'Aube, 2009. Préface d'Alain Bourdin  (ISBN 978-2815900171)